# Гутникова Алла Михайлівна
Алла Михайлівна Гутникова (рос. Алла Михайловна Гутникова ; 25 квітня 1998 року народження) — журналістка, правозахисниця та актриса.
Алла Гутникова жила в Москві. Була студенткою Національного дослідницького університету «Вища Школа Економіки», редакторкою журналу DOXA.
У квітні 2021 року російська поліція провела обшук в офісі журналу, а також у квартирах кількох родин редакторів. Чотирьом редакторам журналу Армену Арамяну, Наталії Тишкевич, Володимиру Метьолкіну та Аллі Гутниковій Слідчий комітет Росії тоді висунув звинувачення у заохоченні неповнолітніх до участі в протиправній діяльності. Правозахисні групи висловили стурбованість арештами, стверджуючи, що вони були здійснені з метою придушення свободи преси в Росії.
Чотирьом інкримінували вчинення злочину за ст. 151 Кримінального Кодексу Росії (втягнення групою осіб двох і більше неповнолітніх у вчинення дій, що створюють небезпеку для життя неповнолітніх, в інформаційно-телекомунікаційних мережах (у тому числі Інтернет) до 3 ч. років ув'язнення), у зв'язку з публікацією відеозвернення солідарності зі школярами та студентами опозиційних поглядів перед мітингами 23 січня 2021 року. 14 квітня 2021 року Гутниковій офіційно обрали запобіжний захід у вигляді заборони вчинення дій, фактично помістивши Гутникову під домашній арешт.
12 квітня 2022 року Гутникову та її колег-редакторів засудили до двох років «виправних робіт».
10 серпня 2022 року Армен Арамян заявив, що всі підозрювані у справі DOXA, включно з Аллою Гутниковою, виїхали з Росії та перебувають у безпеці.

## Фільмографія
- 2007: Дюймовочка в ролі ельфа (реж. Леонід Нечаєв)[8]